# Festival du film espagnol Cinespaña de Toulouse 2023
Le Festival du film espagnol Cinespaña de Toulouse 2023, 28e édition du festival, se déroule du 6 au 15 octobre 2023.

## Déroulement et faits marquants
Le 14 octobre 2023, le palmarès est dévoilé : la Violette d'or est remise au film Creaturas (Mantícora) de Carlos Vermut, le prix de la meilleure réalisation à Víctor Iriarte pour Sobre todo de noche et le prix du public à 20000 espèces d'abeilles (20.000 especies de abejas) de Estibaliz Urresola Solaguren.

## Jury longs-métrages de fiction
- Laurent Larivière, réalisateur (président du jury)
- Gertrude Baillot, directrice de la photographie et réalisatrice
- Cédric Lépine, critique

## Sélection

### En compétition

#### Fictions
- 20000 espèces d'abeilles (20.000 especies de abejas) de Estibaliz Urresola Solaguren
- La amiga de mi amiga de Zaida Carmona
- Cinco lobitos de Alauda Ruiz de Azúa
- Creaturas (Mantícora) de Carlos Vermut
- El fantástico caso del Golem de Burnin' Percebes
- Les filles vont bien (Las chicas están bien) de Itsaso Arana
- Muyeres de Marta Lallana
- Sobre todo de noche de Víctor Iriarte

### Hors compétition

#### Films d'ouverture
- Embrujo de Carlos Serrano de Osma
- They Shot the Piano Player de Fernando Trueba et Javier Mariscal

#### Films de clôture
- Matria de Álvaro Gago
- Noces de sang (Bodas de sangre) de Carlos Saura

#### Avant-Premières
- En bonne compagnie (Las buenas compañías) de Sílvia Munt
- Border Line (La llegada) de Alejandro Rojas et Juan Sebastián Vásquez
- Robot Dreams de Pablo Berger
- Orlando, ma biographie politique de Paul B. Preciado
- Cesária Évora de Ana Sofia Fonseca
- Índia de Telmo Churro
- Mal viver de João Canijo
- Viver mal de João Canijo

#### Reprises
- À contretemps (En los márgenes) de Juan Diego Botto
- El agua de Elena López Riera
- Les Avantages de voyager en train (Ventajas de viajar en tren) de Aritz Moreno
- Fermer les yeux (Cerrar los ojos) de Víctor Erice
- Francesca et l'amour (Francesca i l'amor) de Alba Sotorra
- Nos soleils (Alcarràs) de Carla Simón
- L'ombre de Goya de José Luis López-Linares
- Piggy (Cerdita) de Carlota Pereda
- Polaris de Ainara Vera
- Ramona fait son cinéma de Andrea Bagney
- Les Repentis (Maixabel) de Icíar Bollaín
- Suro de Mikel Gurrea
- Un an, une nuit (Un año, una noche) de  Isaki Lacuesta
- Venez voir (Tenéis que venir a verla) de Jonás Trueba
- Pacifiction : Tourment sur les Îles de Albert Serra

## Palmarès
- Violette d'or : Creaturas (Mantícora) de Carlos Vermut
- Prix de la meilleure réalisation : Sobre todo de noche de Víctor Iriarte
- Prix de la meilleure interprétation féminine : Susi Sánchez pour son rôle dans Cinco lobitos
- Prix de la meilleure interprétation masculine : Nacho Sánchez pour son rôle dans Creaturas (Mantícora)
- Prix de la meilleure photographie : Alana Mejía González pour Creaturas (Mantícora)
- Prix de la meilleure musique : Raül Refree pour Muyeres
- Prix du meilleur scénario : Estibaliz Urresola Solaguren pour 20.000 especies de abejas
- Prix du public : 20000 espèces d'abeilles (20.000 especies de abejas) de Estibaliz Urresola Solaguren